# ノースショア (企業)
ノースショア株式会社（英: northshore Inc.）は、東京都港区に本社を置く広告コンテンツ制作会社。

## 概要
2008年2月7日、石井龍がノースショア株式会社を設立。米国ハワイ州オアフ島の北向きの海岸地域、カエナ岬 (Kaʻena Point) とカフク岬 (Kahuku Point) の間の一帯を指す呼称が社名の由来である。最大の集落はハレイワ (Haleʻiwa) である。この地域は巨大な波が打ち寄せることでよく知られており、世界中からサーファーたちを引き寄せている。ノースショア株式会社では本社をBeach、スタッフをSurferと呼んでいる。

## 沿革
- 2008年2月 - 東京都港区白金に石井龍がノースショア株式会社を創業。
- 2012年
  - 1月 - Web・インタラクティブ制作業務を開始。
  - 4月 - Hawaii Branch開設。
  - 5月 - 東京都港区麻布十番2丁目に移転。
- 2014年
  - 1月 - Sydney Branch開設。
  - 6月 - ケース(株)、(株)エルステージクリエイティブと、デジタル事業において事業合併。
  - 7月 - 東京都港区麻布十番1丁目に移転。コワーキングオフィスを開始。京都Branchを開設。
- 2016年
  - 4月 - ブランド戦略業務を開始。
  - 5月 - CG、VRコンテンツ開発のBEATRIXX(株)を子会社化。
  - 8月 - ジュールAビルディングに移転。スポーツ雑誌の出版を開始。
- 2017年9月 - クリエイター向けクラウド型プロジェクト管理ツール「synco[3]」をリリース。
- 2018年
  - 6月 - iPhoneアプリ「麻雀カメラ[4][5][6]」をリリース。
  - 9月 - 映像ディレクター検索プラットフォーム「クリショアDirectors」をリリース

## 主な提供中のサービス
- synco
- 麻雀カメラ
- クリショアDirectors

## メディア
- DIAMOND online 2015.2.26【経営✕オフィス】人材不足・採用問題解決の切り札はオフィス？[7]
- アスクル 2017.5.18【みんなの仕事場】魅惑のオフィス訪問[8]
- 日経MJ 2018.2.28【トレンド特集ページ】砂のオトナ
- GOETHE 2018.8.9【オフィス探訪】まるでハワイ！ クリエイター集団ノースショアの楽園オフィス[9]